# 強迫性パーソナリティ障害
強迫性パーソナリティ障害（きょうはくせいパーソナリティしょうがい、英語: obsessive–compulsive personality disorder ; OCPD、もしくはanankastic personality disorder ; APD）は、秩序や一定の流儀へのこだわりが強過ぎるために、それを完璧にやり遂げようとして、かえって支障をきたしているという様式が広範にわたり、著しい苦痛や社会機能の障害を伴っている状態である。診断には、成年早期までにこのような様式を呈していたという証拠が必要である。
治療法については、「強迫性パーソナリティ障害#治療」を参照。

## 定義
精神医学的障害の一種である。

## 診断基準

### DSM
DSM-IV-TRにおいては、秩序や完璧主義のために、効率性や開放性がないということである。
基準1　規則や手順の細部までに注意を払うことで活動の焦点が失われていること
基準2　そのために、計画が完成できず、締切などに間に合わない
基準3　休暇どころか息抜きすることもできず、時間の無駄にならないように生産活動に臨む
基準4　道徳原理に融通がなく、それは自己の間違いに対しても批判的である
基準5　意味のない価値のない「ガラクタ」でも捨てることができない
基準6　人に仕事を任せることができない
基準7　自分の余裕よりもはるかに低い生活水準で過ごし、将来の破局に役立てようと「ケチ」になっている
基準8　それらが非常に頑固で妥協できない。
これらの診断基準のうち4つ以上を満たすものである。
なお、パーソナリティ障害の診断は、特定のパーソナリティの特徴が成人期早期までに明らかになっており、薬物やストレスなど一過性の状態とも区別されており、臨床的に著しい苦痛や機能の障害を呈している必要がある。

### ICD
ICDにおいてはF60.5である。
ICD-10もまた、いかなるパーソナリティ障害の診断においてもパーソナリティ障害の全般的診断ガイドラインを満たすことを求めている。

### 鑑別診断
強迫性障害は、強迫行為や強迫観念が存在することで容易に鑑別できる。強迫性パーソナリティ障害は、大きな行動のスタイルや価値観に関するものであることで異なる。しかし、両方を認めた場合には、両方が診断される。
アスペルガー症候群は柔軟性に欠ける行動や強迫観念、自己流のルール作りなど類似する症状が多い。鑑別方法としては症状が生まれつきであったかどうか、いわゆる場の空気や他者の気持ちを考慮することができるか、物事の意欲・関心に著しい偏りがないかなどである。2009年の調査では成人アスペルガー症候群のうち40%が強迫性パーソナリティ障害の基準を満たしていたという。
自己愛性パーソナリティ障害も完璧主義的傾向になるが、強迫性パーソナリティ障害の場合は完璧にできなかったと内罰的になることが多く、自己愛性パーソナリティ障害の場合は完璧にこなせたと思い込む。自己愛性パーソナリティ障害や反社会性パーソナリティ障害では自分には甘い。

## 治療
強迫性パーソナリティ障害の治療に認知行動療法が用いられることがある。認知行動療法における治療目標は、行動の背後にあるスキーマの修正と再構成を達成すること（「失敗してもよい」と考えられるようになることなど）であるとされる。同時に、認知行動モデルを導入しながら、気分や行動は、出来事のとらえ方や意味づけに影響されることを伝え（心理教育）、気分や行動の変化を支援していく。さらに、「心配を続けると、問題が解決される」という信念をテストする行動実験を行い、「心配をしなくても、問題は解決される」という認知の獲得をサポートしていく。
また、不安を下げるためのリラクゼーションやマインドフルネスも長期的に有効であるとされる。